# 122 Gerda
122 Gerda este un asteroid din centura principală, descoperit pe 31 iulie 1872 de Christian Peters.